# De Bios (Drachten)
De Bios is een bioscoop in de Friese plaats Drachten.

## Beschrijving
De Bios werd in 2001 geopend aan de Noorderdwarsvaart pal achter De Kaden, het uitgaanscentrum van Drachten. De Bios beschikt over zeven filmzalen met in totaal ruim 800 zitplaatsen en is daarmee de grootste bioscoop met een actueel filmaanbod van Friesland.
In 2006 startte De Bios met de wekelijkse vertoning van films uit het arthouse-genre op een vaste avond. Er was op dat moment al een sneakpreview op woensdag en een film uit het Fries Filmcircuit op maandag. Ook in schouwburg De Lawei vindt eens per maand een speciale filmvertoning plaats, maar daarmee vergeleken zijn de vertoningen in De Bios commerciëler van opzet.

## Trivia
Rond 1914 opende Hendrik Egberts Kijlstra onder de naam 'Cinema Modern' in de Zuiderbuurt de eerste bioscoop van Drachten. Deze bioscoop bleef gedurende de gehele bestaansperiode in het bezit van de familie Kijlstra, maar toen in 2001 in Drachten de nieuwe en grotere bioscoop De Bios werd geopend, besloten de eigenaren van Cinema Modern de deuren te sluiten.